# Johan Jansen (voetballer, 1989)
Johan Jansen (Terschuur, 7 februari 1989) is een Nederlands voetballer die als doelman speelt. 

## Profloopbaan
Jansen begon als keeper tussen 1995 als amateur bij de Terschuurse Boys en later bij SDV Barneveld. Hij kwam uit in de eredivisie bij NAC Breda waar hij reservekeeper was en daarna in de eerste divisie bij Almere City FC. Hij maakte zijn Eredivisie-debuut op 20 april 2008 tegen N.E.C.. Daarna kreeg hij geen contract meer en ging spelen als amateur bij GVVV in de 2e divisie. Vanaf het seizoen 2021/22 speelt Jansen voor Sparta Nijkerk.

## Profstatistieken
| Seizoen | Club           | Duels | Goals | Competitie     |
| ------- | -------------- | ----- | ----- | -------------- |
| 2007/08 | NAC Breda      | 1     | 0     | Eredivisie     |
| 2008/09 | NAC Breda      | 0     | 0     | Eredivisie     |
| 2009/10 | NAC Breda      | 0     | 0     | Eredivisie     |
| 2010/11 | Almere City FC | 6     | 0     | Eerste divisie |
| Totaal  |                | 7     | 0     |                |